# Geum albiflorum
Geum albiflorum är en rosväxtart som först beskrevs av Joseph Dalton Hooker och som fick sitt nu gällande namn av Thomas Frederic Cheeseman.
Geum albiflorum ingår i släktet nejlikrotsläktet och familjen rosväxter. Inga underarter finns listade i Catalogue of Life.